# Großer Preis von Deutschland 1970
Der Große Preis von Deutschland 1970 (offiziell XXXII Großer Preis von Deutschland) fand am 2. August auf dem Hockenheimring in Hockenheim statt und war das achte Rennen der Automobil-Weltmeisterschaft 1970.

## Berichte

### Hintergrund
Wegen Sicherheitsmängeln am Nürburgring, die die Fahrer im Vorfeld kritisiert hatten, wurde das Rennen ausnahmsweise nicht dort, sondern erstmals auf dem Hockenheimring ausgetragen. Als Reaktion auf den tödlichen Unfall von Jim Clark während eines Formel-2-Rennens zwei Jahre zuvor war diese Strecke im Gegensatz zum Nürburgring inzwischen mit Leitplanken ausgestattet worden. Zudem wurden im Bereich der langen Waldgeraden zwei Schikanen eingefügt, um die Geschwindigkeiten zu reduzieren. Die später ergänzte Ostkurven-Schikane bestand damals allerdings noch nicht.
Dan Gurney hatte seine Formel-1-Karriere nach dem Großen Preis von Großbritannien zwei Wochen vor dem Rennen beendet und wurde bei McLaren durch Peter Gethin ersetzt.

### Training
Jacky Ickx und Clay Regazzoni bestätigten mit den Startplätzen eins und drei den Aufwärtstrend bei Ferrari, der bereits seit einigen Rennen erkennbar war. Sie rahmten den WM-Führenden Jochen Rindt auf Platz zwei ein. Für Ferrari war es die 50. Pole-Position in der Teamgeschichte. Der amtierende Weltmeister Jackie Stewart musste von einem für seine Verhältnisse enttäuschenden siebten Platz starten.
Hubert Hahne, der als Privatfahrer in einem eigenen March 701 für das Rennen gemeldet war, verfehlte die Qualifikation. Es war sein letzter Versuch, an einem Grand Prix teilzunehmen. Silvio Moser, Andrea de Adamich und Brian Redman wurden ebenfalls nicht zum Start zugelassen.

### Rennen
Nach dem Start behielt Ickx zunächst die Führung vor Rindt. Zusammen mit Joseph Siffert, Chris Amon und Clay Regazzoni bildete sich ein Führungsquintett, das sich gegenseitig Windschattenduelle lieferte. Siffert konnte das Tempo nicht dauerhaft halten und fiel zurück. Nachdem Regazzoni und Amon nach etwa drei Vierteln der Renndistanz mit technischen Defekten ausgeschieden waren, blieb lediglich ein Zweikampf an der Spitze zwischen Rindt und Ickx, den Rindt knapp für sich entschied. Der Drittplatzierte Denis Hulme hatte im Ziel rund 80 Sekunden Rückstand auf die beiden.
Für Rindt sollte es der vierte Sieg in Folge und sein letzter Grand-Prix-Sieg sein.

## Meldeliste
| Team                        | Nr. | Fahrer               | Chassis       | Motor                    | Reifen |
| --------------------------- | --- | -------------------- | ------------- | ------------------------ | ------ |
| Tyrrell Racing Organisation | 01  | Jackie Stewart       | March 701     | Ford Cosworth DFV 3.0 V8 | D      |
| Tyrrell Racing Organisation | 23  | François Cevert      | March 701     | Ford Cosworth DFV 3.0 V8 | D      |
| Gold Leaf Team Lotus        | 02  | Jochen Rindt         | Lotus 72C     | Ford Cosworth DFV 3.0 V8 | F      |
| Gold Leaf Team Lotus        | 16  | John Miles           | Lotus 72C     | Ford Cosworth DFV 3.0 V8 | F      |
| Gold Leaf Team Lotus        | 17  | Emerson Fittipaldi   | Lotus 49C     | Ford Cosworth DFV 3.0 V8 | F      |
| Motor Racing Developments   | 03  | Jack Brabham         | Brabham BT33  | Ford Cosworth DFV 3.0 V8 | G      |
| Auto Motor und Sport        | 21  | Rolf Stommelen       | Brabham BT33  | Ford Cosworth DFV 3.0 V8 | G      |
| Bruce McLaren Motor Racing  | 04  | Denis Hulme          | McLaren M14A  | Ford Cosworth DFV 3.0 V8 | G      |
| Bruce McLaren Motor Racing  | 24  | Peter Gethin         | McLaren M14A  | Ford Cosworth DFV 3.0 V8 | G      |
| Bruce McLaren Motor Racing  | 20  | Andrea de Adamich    | McLaren M14D  | Alfa Romeo T33 3.0 V8    | G      |
| March Engineering           | 05  | Chris Amon           | March 701     | Ford Cosworth DFV 3.0 V8 | F      |
| March Engineering           | 12  | Joseph Siffert       | March 701     | Ford Cosworth DFV 3.0 V8 | F      |
| Yardley Team B.R.M.         | 06  | Pedro Rodríguez      | BRM P153      | BRM P142 3.0 V12         | D      |
| Yardley Team B.R.M.         | 18  | Jackie Oliver        | BRM P153      | BRM P142 3.0 V12         | D      |
| Team Surtees                | 07  | John Surtees         | Surtees TS7   | Ford Cosworth DFV 3.0 V8 | F      |
| Equipe Matra Elf            | 08  | Jean-Pierre Beltoise | Matra MS120   | Matra MS12 3.0 V12       | G      |
| Equipe Matra Elf            | 14  | Henri Pescarolo      | Matra MS120   | Matra MS12 3.0 V12       | G      |
| Rob Walker Racing Team      | 09  | Graham Hill          | Lotus 49C     | Ford Cosworth DFV 3.0 V8 | F      |
| Scuderia Ferrari SpA SEFAC  | 10  | Jacky Ickx           | Ferrari 312B  | Ferrari 001 3.0 F12      | F      |
| Scuderia Ferrari SpA SEFAC  | 15  | Clay Regazzoni       | Ferrari 312B  | Ferrari 001 3.0 F12      | F      |
| STP Corporation             | 11  | Mario Andretti       | March 701     | Ford Cosworth DFV 3.0 V8 | F      |
| Colin Crabbe Racing         | 22  | Ronnie Peterson      | March 701     | Ford Cosworth DFV 3.0 V8 | G      |
| Frank Williams Racing Cars  | 25  | Brian Redman         | De Tomaso 505 | Ford Cosworth DFV 3.0 V8 | D      |
| Team Hubert Hahne           | 26  | Hubert Hahne         | March 701     | Ford Cosworth DFV 3.0 V8 | F      |
| Silvio Moser Racing Team    | 27  | Silvio Moser         | Bellasi F1 70 | Ford Cosworth DFV 3.0 V8 | G      |

## Klassifikationen

### Startaufstellung
| Pos. | Fahrer               | Konstrukteur       | Zeit   | Ø-Geschwindigkeit | Start |
| ---- | -------------------- | ------------------ | ------ | ----------------- | ----- |
| 01   | Jacky Ickx           | Ferrari            | 1:59,5 | 204,522 km/h      | 01    |
| 02   | Jochen Rindt         | Lotus-Ford         | 1:59,7 | 204,180 km/h      | 02    |
| 03   | Clay Regazzoni       | Ferrari            | 1:59,8 | 204,010 km/h      | 03    |
| 04   | Joseph Siffert       | March-Ford         | 2:00,0 | 203,670 km/h      | 04    |
| 05   | Henri Pescarolo      | Matra              | 2:00,5 | 202,825 km/h      | 05    |
| 06   | Chris Amon           | March-Ford         | 2:00,9 | 202,154 km/h      | 06    |
| 07   | Jackie Stewart       | March-Ford         | 2:01,0 | 201,987 km/h      | 07    |
| 08   | Pedro Rodríguez      | B.R.M.             | 2:01,1 | 201,820 km/h      | 08    |
| 09   | Mario Andretti       | March-Ford         | 2:01,5 | 201,156 km/h      | 09    |
| 10   | John Miles           | Lotus-Ford         | 2:01,6 | 200,990 km/h      | 10    |
| 11   | Rolf Stommelen       | Brabham-Ford       | 2:01,6 | 200,990 km/h      | 11    |
| 12   | Jack Brabham         | Brabham-Ford       | 2:02,0 | 200,331 km/h      | 12    |
| 13   | Emerson Fittipaldi   | Lotus-Ford         | 2:02,0 | 200,331 km/h      | 13    |
| 14   | François Cevert      | March-Ford         | 2:02,1 | 200,167 km/h      | 14    |
| 15   | John Surtees         | Surtees-Ford       | 2:02,1 | 200,167 km/h      | 15    |
| 16   | Denis Hulme          | McLaren-Ford       | 2:02,1 | 200,167 km/h      | 16    |
| 17   | Peter Gethin         | McLaren-Ford       | 2:02,2 | 200,003 km/h      | 17    |
| 18   | Jackie Oliver        | B.R.M.             | 2:02,3 | 199,840 km/h      | 18    |
| 19   | Ronnie Peterson      | March-Ford         | 2:02,4 | 199,676 km/h      | 19    |
| DNQ  | Brian Redman         | De Tomaso-Ford     | 2:02,7 | 199,188 km/h      | –     |
| 21   | Graham Hill          | Lotus-Ford         | 2:03,0 | 198,702 km/h      | 20    |
| DNQ  | Andrea de Adamich    | McLaren-Alfa Romeo | 2:03,0 | 198,702 km/h      | –     |
| 23   | Jean-Pierre Beltoise | Matra              | 2:05,2 | 195,211 km/h      | 21    |
| DNQ  | Silvio Moser         | Bellasi-Ford       | 2:06,2 | 193,664 km/h      | –     |
| DNQ  | Hubert Hahne         | March-Ford         | 2:07,1 | 192,293 km/h      | –     |

### Rennen
| Pos. | Fahrer               | Konstrukteur | Runden | Stopps | Zeit      | Start | Schnellste Runde |
| ---- | -------------------- | ------------ | ------ | ------ | --------- | ----- | ---------------- |
| 01   | Jochen Rindt         | Lotus-Ford   | 50     | 0      | 1:42:00,3 | 02    | 2:00,6           |
| 02   | Jacky Ickx           | Ferrari      | 50     | 0      | + 0,7     | 01    | 2:00,5           |
| 03   | Denis Hulme          | McLaren-Ford | 50     | 0      | + 1:21,8  | 16    | 2:02,2           |
| 04   | Emerson Fittipaldi   | Lotus-Ford   | 50     | 0      | + 1:55,1  | 13    | 2:02,5           |
| 05   | Rolf Stommelen       | Brabham-Ford | 49     | 0      | + 1 Runde | 11    | 2:03,5           |
| 06   | Henri Pescarolo      | Matra        | 49     | 0      | + 1 Runde | 05    | 2:02,3           |
| 07   | François Cevert      | March-Ford   | 49     | 0      | + 1 Runde | 14    | 2:04,0           |
| 08   | Joseph Siffert       | March-Ford   | 47     | 0      | DNF       | 04    | 2:02,9           |
| 09   | John Surtees         | Surtees-Ford | 46     | 0      | DNF       | 15    | 2:01,6           |
| –    | Graham Hill          | Lotus-Ford   | 37     | 0      | DNF       | 20    | 2:04,4           |
| –    | Chris Amon           | March-Ford   | 34     | 0      | DNF       | 06    | 2:01,0           |
| –    | Clay Regazzoni       | Ferrari      | 30     | 0      | DNF       | 03    | 2:01,7           |
| –    | John Miles           | Lotus-Ford   | 24     | 0      | DNF       | 10    | 2:03,1           |
| –    | Jackie Stewart       | March-Ford   | 20     | 0      | DNF       | 07    | 2:02,4           |
| –    | Mario Andretti       | March-Ford   | 15     | 0      | DNF       | 09    | 2:03,8           |
| –    | Ronnie Peterson      | March-Ford   | 11     | 0      | DNF       | 19    | 2:03,8           |
| –    | Pedro Rodríguez      | B.R.M.       | 7      | 0      | DNF       | 08    | 2:02,8           |
| –    | Jackie Oliver        | B.R.M.       | 5      | 0      | DNF       | 18    | 2:02,8           |
| –    | Jean-Pierre Beltoise | Matra        | 4      | 0      | DNF       | 21    | 2:05,0           |
| –    | Jack Brabham         | Brabham-Ford | 4      | 0      | DNF       | 12    | 2:04,9           |
| –    | Peter Gethin         | McLaren-Ford | 3      | 0      | DNF       | 17    | 2:06,1           |

## WM-Stände nach dem Rennen
Die ersten sechs des Rennens bekamen 9, 6, 4, 3, 2, 1 Punkt(e). Die besten sechs Ergebnisse der ersten sieben und die besten fünf der letzten sechs Rennen zählten zur Meisterschaft. In der Konstrukteurswertung zählten dabei nur die Punkte des bestplatzierten Fahrers eines Teams.

### Fahrerwertung
| Pos. | Fahrer               | Konstrukteur | Punkte |
| ---- | -------------------- | ------------ | ------ |
| 01   | Jochen Rindt         | Lotus-Ford   | 45     |
| 02   | Jack Brabham         | Brabham-Ford | 25     |
| 03   | Denis Hulme          | McLaren-Ford | 20     |
| 04   | Jackie Stewart       | March-Ford   | 19     |
| 05   | Chris Amon           | March-Ford   | 14     |
| 06   | Jacky Ickx           | Ferrari      | 10     |
| 07   | Pedro Rodríguez      | B.R.M.       | 10     |
| 08   | Jean-Pierre Beltoise | Matra        | 9      |
| 09   | Henri Pescarolo      | Matra        | 8      |
| 10   | Graham Hill          | Lotus-Ford   | 7      |
| 11   | Bruce McLaren †      | McLaren-Ford | 6      |
| 12   | Clay Regazzoni       | Ferrari      | 6      |
| 13   | Mario Andretti       | March-Ford   | 4      |
| 14   | Rolf Stommelen       | Brabham-Ford | 4      |
| 15   | Emerson Fittipaldi   | Lotus-Ford   | 3      |
| 16   | Ignazio Giunti       | Ferrari      | 3      |
| 17   | John Miles           | Lotus-Ford   | 2      |

| Pos. | Fahrer              | Konstrukteur                | Punkte |
| ---- | ------------------- | --------------------------- | ------ |
| 18   | Johnny Servoz-Gavin | March-Ford                  | 2      |
| 19   | John Surtees        | Surtees-Ford / McLaren-Ford | 1      |
| 20   | Dan Gurney          | McLaren-Ford                | 1      |
| 21   | Ronnie Peterson     | March-Ford                  | 0      |
| 22   | John Love           | Lotus-Ford                  | 0      |
| 23   | Joseph Siffert      | Brabham-Ford                | 0      |
| 24   | François Cevert     | March-Ford                  | 0      |
| 25   | Peter de Klerk      | Lotus-Ford                  | 0      |
| 26   | George Eaton        | B.R.M.                      | 0      |
| 27   | Dave Charlton       | Lotus-Ford                  | 0      |
| –    | Piers Courage †     | De Tomaso-Ford              | 0      |
| –    | Jackie Oliver       | B.R.M.                      | 0      |
| –    | Derek Bell          | Brabham-Ford                | 0      |
| –    | Peter Gethin        | McLaren-Ford                | 0      |
| –    | Andrea de Adamich   | McLaren-Alfa Romeo          | 0      |
| –    | Pete Lovely         | Lotus-Ford                  | 0      |

### Konstrukteurswertung
| Pos. | Konstrukteur | Punkte |
| ---- | ------------ | ------ |
| 01   | Lotus-Ford   | 50     |
| 02   | March-Ford   | 33     |
| 03   | Brabham-Ford | 29     |
| 04   | McLaren-Ford | 27     |

| Pos. | Konstrukteur   | Punkte |
| ---- | -------------- | ------ |
| 05   | Ferrari        | 16     |
| 06   | Matra          | 16     |
| 07   | B.R.M.         | 10     |
| –    | De Tomaso-Ford | 0      |